# Siouxsie and the Banshees

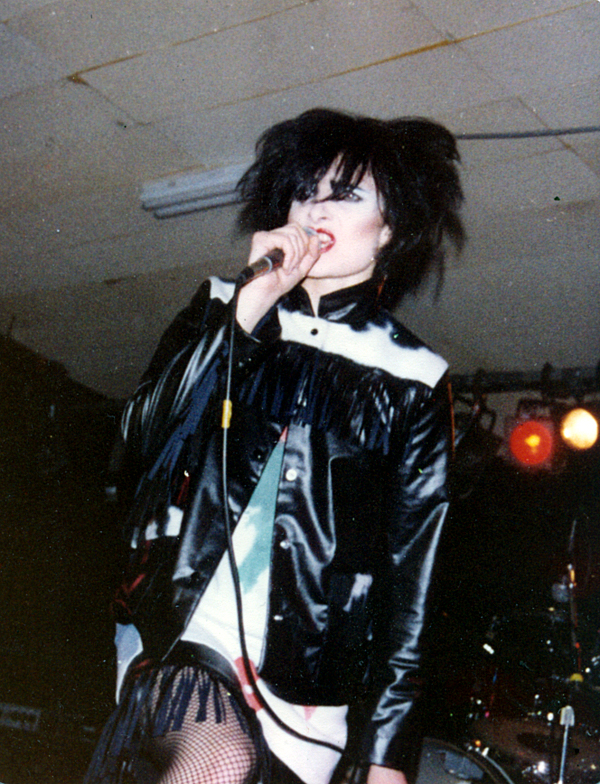
Siouxsie (1980)

Siouxsie and the Banshees era un grup de rock del Regne Unit. La seva carrera musical no es va limitar a aquest gènere sinó que assimilà elements post-punk i new wave. Foren un dels grups més exitosos mai sortits de la generació punk de finals dels anys 70.
El grup va vendre molts àlbums al Regne Unit i donat que van ser un dels grups de post-punk britànic amb més èxit, ha tingut una gran influència en l'escena rock britànica posterior, incloent Tricky, Massive Attack o LCD Soundsystem.

## Inicis
Varen formar el grup per ocupar un espai buit en el primer "festival internacional de punk rock" del Regne Unit. Aquest concert va ser organitzat per Malcolm McLaren al 100 Club, situat a Oxford Street (Londres) el 20 de setembre de 1976.
La formació inicial consistia en membres del Bromley Contingent: Siouxsie Sioux (nascuda Susan Ballion), Steven Severin (nascut Steven Bailey, també conegut com a Steve Spunker/Havoc), Marco Pirroni i Sid Vicious (nom real John Simon Ritchie), més tard integrant dels Sex Pistols, al baix. En aquesta primerenca ocasió el seu repertori consistia d'una llarga i caòtica improvisació del Pare Nostre, que també incloïa part de la lletra de "Knockin' on Heaven's Door", "Smoke on the Water" i "Twist and Shout".
Alguns dels presents manifestaren la mala qualitat de l'actuació amb frases com "Déu meu, ha estat horrible!" o "insuportable!". Aquesta, però, no era l'opinió de tothom tal com demostra una gravació d'aquest concert on, tot i la mala qualitat, es pot veure que generaren força atenció per part del públic.

## Estil i polèmica
El seguit d'insults que va engegar el guitarrista dels Sex Pistols, Steve Jones, al presentador Bill Grundy durant l'entrevista que va fer al seu grup el desembre de 1976, van ser la reacció al descarat intent de Grundy de seduir en directe a la televisió a la Siouxsie (que aleshores només tenia 19 anys, mentre que el presentador era de mitjana edat).

## Història del grup
Cap al febrer de 1977 els Banshees començaven a prendre's la seva carrera musical seriosament i els músics Kenny Morris i Pete Fenton passaren a formar-ne part. En aquell moment el grup començava a donar concerts regularment i havia atret un nombre sòlid de seguidors. Fenton va ser acomiadat ràpidament i substituït per John McKay al juliol. Fins que no va arribar el 1978, però, no varen aconseguir firmar un contracte amb Polydor Records, acord d'on va sorgir el seu primer senzill: "Hong Kong Garden" (que va arribar al top 10 al Regne Unit), seguit de l'àlbum The Scream.
El seu segon àlbum, Join Hands, que sortí a la venda el 1979, incloïa una versió més llarga del ja mencionat "Lord's Prayer" (Pare Nostre). Malgrat l'èxit obtingut per aquest àlbum, dos dies després d'iniciar la seva gira de promoció, Morris i McKay inesperadament decidiren deixar el grup. Varen ser immediatament substituïts per Robert Smith (de The Cure) a la guitarra i Budgie (nom real Peter Clarke, ex-membre de The Slits i Big in Japan) a la bateria. En finalitzar la gira, Budgie esdevingué membre permanent dels Banshees i John McGeoch ex-membre de Magazine s'hi uní com el nou guitarrista.
McGeoch va participar en els següents àlbums, Kaleidoscope, JuJu i A Kiss in the Dreamhouse. El 1982 va haver de ser hospitalitzat quan durant un concert a Madrid va perdre el coneixement. Robert Smith el va substituir la resta de la gira, i va formar part del grup durant la gravació dels propers àlbums Nocturne i Hyaena, però el va deixar un any després per poder dedicar-se per complet al seu grup The Cure.
L'ex-guitarrista de Clock DVA John Valentine Carruthers va ocupar la plaça de Smith. The Banshees gravaren l'EP Thorn amb en Carruthers i el violoncel·lista/pianista Martin McCarrick, el qual també esdevindria membre de la banda a temps complet.
L'any 1986 va veure la llum Tinderbox i el single "Cities in Dust", seguit el 1987 pel single no pertanyent a cap àlbum "Song from the edge of the world" i l'àlbum de versions Through the looking glass. Carruthers estigué absent en un dels videos.
Després d'un llarg descans, la resta de membres reclutaren en McCarrick i l'ex guitarrista de Specimen Jon Klein, amb els quals gravaren els tres darrers àlbums d'estudi de SATB: Peepshow, Superstition i The Rapture. Klein va deixar el grup després de la gravació del darrer, i fou substituït en concert per Knox Chandler, ex-guitarrista dels Psychedelic Furs.
Encara que probablement siguin més coneguts per singles com "Kiss them for me", Siouxsie and the Banshees han estat un grup actiu en diversos gèneres com el punk, el rock gòtic i new wave. Classificar aquest grup en un gènere concret només es pot fer depenent de quina era, cançó o àlbum s'estigui parlant.
Siouxsie i el seu marit Budgie tenen un projecte en comú anomenat The Creatures, que fundaren el 1981, i que després de molts anys d'activitat irregular ha esdevingut el principal vehicle de les seves noves activitats musicals.

## Discografia

### Àlbums
| Any  | Àlbum                               | Regne Unit | Estats Units |
| ---- | ----------------------------------- | ---------- | ------------ |
| 1978 | The Scream                          | 12         | -            |
| 1979 | Join Hands                          | 13         | -            |
| 1980 | Kaleidoscope                        | 5          | -            |
| 1981 | Juju                                | 7          | -            |
| 1981 | Once Upon a Time: The Singles       | 21         | -            |
| 1982 | A Kiss in the Dreamhouse            | 11         | -            |
| 1983 | Nocturne (concert)                  | 29         | -            |
| 1984 | Hyaena                              | 15         | 157          |
| 1986 | Tinderbox                           | 13         | 88           |
| 1987 | Through the Looking Glass           | 15         | 188          |
| 1988 | Peepshow                            | 20         | 68           |
| 1989 | Boomerang (The Creatures)           | -          | 97           |
| 1991 | Superstition                        | 25         | 65           |
| 1992 | Twice Upon a Time: The Singles      | 26         | -            |
| 1995 | The Rapture                         | 33         | 127          |
| 1907 | A Bestiary Of (The Creatures)       | -          | -            |
| 1999 | Animas Animus (The Creatures)       | 76         | -            |
| 2002 | The Best Of Siouxsie & the Banshees | -          | -            |
| 2003 | Seven Year Itch (en concert)        | -          | -            |
| 2003 | Hai! (The Creatures)                | -          | -            |
| 2004 | Downside Up (Cares B)               | -          | -            |
| 2007 | Mantaray (Siouxsie)                 | 39         | -            |
| 2009 | At The BBC Live (1 DVD + 3cds)      | -          | -            |

### Dvds

#### Siouxsie & the Banshees
- 2004 - The Best Of Siouxsie and The Banshees
- 2006 - Nocturne (live London 1983)
- 2009 - At The BBC Live (1 DVD + 3cds)

#### Siouxsie Sioux
- 2005 - Dreamshow (live dvd - London 2004)
- 2009 - Finale : The Last Mantaray And More Show (live dvd - London 2008)